# ميلتون ميلان
ميلتون ميلان (بالإنجليزية: Milton Milan)‏ هو سياسي أمريكي، ولد في 10 نوفمبر 1962. حزبياً، نشط في الحزب الديمقراطي. وقد انتخب Mayor of Camden, New Jersey ‏ (1997 – ).